# Minuskel 2427

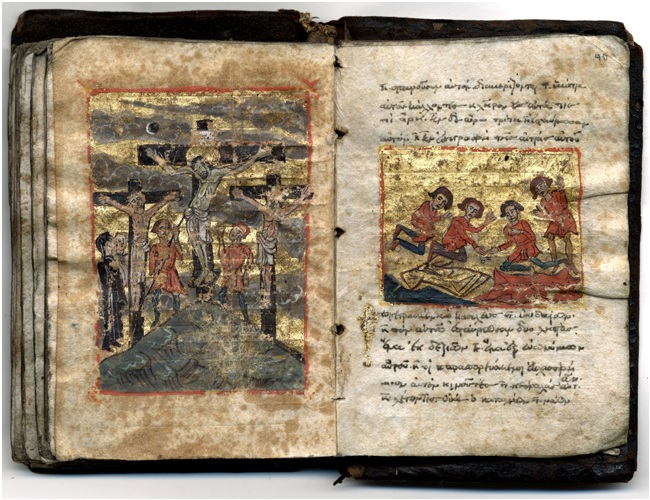
Illustrierte Seiten aus Minuskel 2427

Kodex 2427 oder Minuskel 2427 in der Nummerierung nach Gregory-Aland ist ein illuminiertes Manuskript des Markusevangeliums, geschrieben in einer griechischen Minuskelschrift. Das Manuskript war sehr schwer paläographisch zu bestimmen und wurde zwischen dem 13. und dem 18. Jahrhundert eingeordnet, bis im Jahr 2006 digitalisierte Bilder der Handschrift veröffentlicht wurden und bewiesen werden konnte, dass es sich um eine moderne Fälschung handelt. 
Der Kodex enthält 44 Pergamentblätter im Format 11,5 × 8,5 cm und ist einspaltig geschrieben in einer kleinen Minuskelschrift mit 21 bis 25 Zeilen pro Seite. Er enthält weder Abschnitte noch Überschriften noch den Eusebischen Kanon, enthält jedoch 16 farbige Illustrationen. Es gibt keine Hinweise, dass der Kodex irgendwann einmal zu einer kompletten Evangelienhandschrift gehört hat. Das Manuskript enthält den sogenannten sekundären Markusschluss Markus 16,9–20.
Kodex 2427 wurde 1917 im Nachlass des Athener Antiquitätenhändlers und Sammlers Johannes Askitopoulos gefunden. 1937 kam das Manuskript an die Goodspeed Manuscript Collection der Bibliothek der Universität von Chicago, wo es sich seither unter der Signatur Ms. 972 befindet.
Die Illustrationen sind sehr ähnlich zu denen in Minuskel 777, und Robert S. Nelson meint, sie seien von dieser kopiert.

## Alte Markusversion
Der Text hat einige Auslassungen (Markus 7,2–5, 8, 11b, 13,28b–29, 10,29 ist kürzer). Alle diese Auslassungen haben Parallelen in anderen Evangelien, und für manche Gelehrten sehen sie aus wie ursprüngliche kurze Lesarten, obwohl diese von keiner anderen Handschrift unterstützt werden.
Wörter vor dem Doppelstrich || entsprechen NA27, Wörter danach entsprechen der Lesart im Kodex.
Mk 1,3 Ησαια || Ισαια
Mk 1,14 Γαλιλαιαν || Γαλλιλαιαν
Mk 1,44 Μωυσης || Μωησης
Mk 2,7 ει μη || ει μι
Mk 2,22 οινον ωεον || οινον παλαιον
Mk 2,25 Δαυιδ || Δαυειδ
Mk 2,26 ιερεις || αρχιερεις
Mk 3,17 Βοανεργες || Βουανηργες
Mk 3,18 και Βαρθολομαιον || Auslassung
Mk 3,32 και οι αδελφοι σου και αι αδελφοι σου εξω ζητουσιν σε || Auslassung
Mk 5,1 εις το περαν της θαλασσης || Auslassung
Mk 6,2 και γενομενου σαββατου ηρξατο διδασκειν εν τη συναγωγη || Auslassung
Mk 7,2-5 τους αρτους – οι γαρ Φαρισαιοι… – και επερωτωσιν || τους αρτους και επερωτωσιν
Mk 7,22 ασελγεια || ασελγια
Mk 8,11 συζητειν αυτω, ζητουντες παρ’ αυτου σημειον απο του ουρανου, πειραζοντες || συζητειν αυτω πειραζοντες
Mk 8,12 αμην λεγω υμιν, ει δοθησεται τη γενεα ταυτη σημειον || Auslassung
Mk 9,33 ηλθον || ηλθαν
Mk 9,43 εις την ζωην || εν τη ζωη
Μk 10,22 ην γαρ εχων κτηματα πολλα || ην γαρ πλουσιος
Mk 10,29 ος αφηκεν οικιαν… … και αγρους μετα διωγμων || ος αφηκεν οικιαν η αδελφους η αδελφας η μητερα η πατηρα η αγρους μετα διωγμων
Mk 11,28 η τις σοι || και τις σοι
Mk 13,28b-29 οτι εγγυς το θερος, εστιν ουτως και υμεις οταν ιδητε ταυτα γινομενα γινωσκετε οτι εγγυς εστιν επι θυραις || οτι το θερος εγγυς εστιν επι θυραις
Mk 14,72 και αναμνησθη ο Πετρος το ρημα || Auslassung
Der griechische Text des Kodex galt lange als herausragender Zeuge des alexandrinischen Texttyps. Ernest Cadman Colwell (1901–1974) erkannte, dass er eine außerordentlich hohe Übereinstimmung mit dem Codex Vaticanus Graecus 1209 hat. Gemäß Colwell bewahrte der Codex eine sehr ursprüngliche Textform des Markusevangeliums. Der Text des Kodex wurde sehr hoch eingeschätzt von Theodore Cressy Skeat (1907–2003). Kurt Aland setzte das Manuskript in die Kategorie I der Handschriften. Die Handschrift wurde 2006 kollationiert von M. M. Mitchell und P. A. Duncan.

## Fälschung

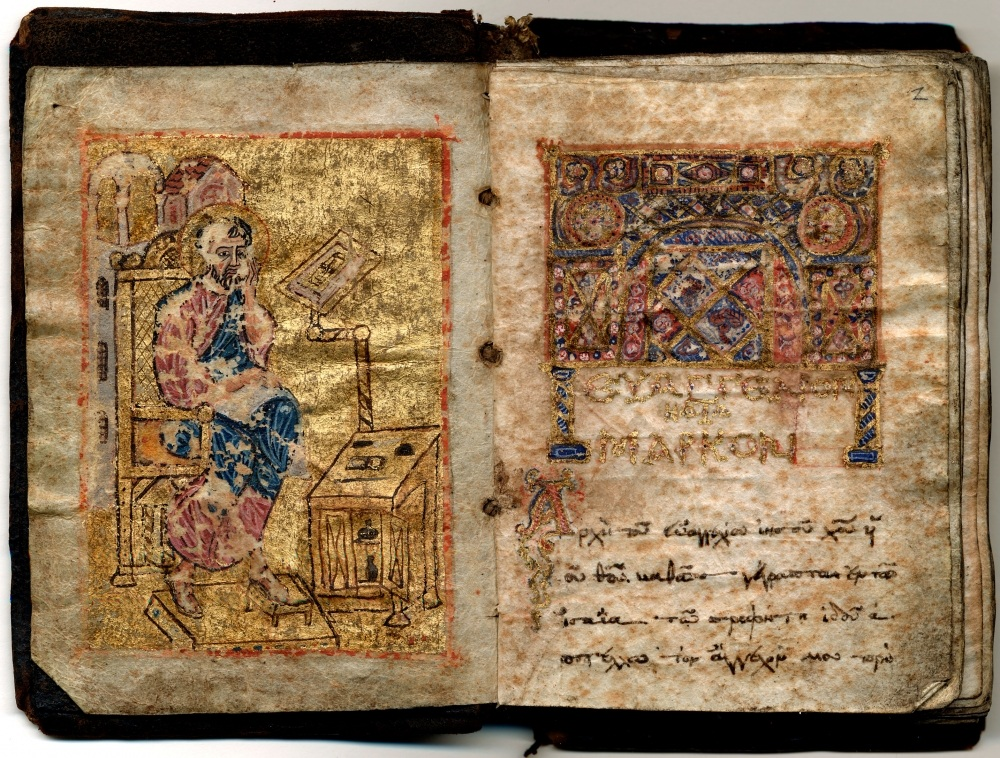
Porträt des Evangelisten Markus und Anfang des Evangeliums

Bereits bei der Ankunft des Manuskripts in Chicago gab es frühe Kritiker. Robert P. Casey „sprach 1974 seinen Verdacht aus“. 1988 entdeckte Mary V. Orna in einer der Illustrationen Berliner Blau (KFe[Fe(CN)6]), das erst seit 1704 hergestellt wird. Dieses konnte jedoch die Frage der Echtheit nicht klären, denn es wäre möglich gewesen, dass irgendjemand später die Bilder nicht sachgemäß übermalt hat.
Zu Beginn des Jahres 2006 machte die Universität Chicago bekannt, dass digitalisierte Abbildungen des Manuskripts veröffentlicht wurden "um die Forschung zu unterstützen." Im Februar machte Stephen Carlson seine Entdeckung bekannt, dass der Kodex eine Fälschung ist und konnte es 2006 auf dem jährlichen Treffen der Society of Biblical Literature so gut beweisen, dass kein vernünftiger Zweifel mehr möglich ist. Der Text wurde abgeschrieben aus Philipp Buttmanns Ausgabe des Griechischen Neuen Testaments von 1860, die auf der Ausgabe des Codex Vaticanus Graecus 1209 von Kardinal Angelo Mai beruht. Dieses ist offensichtlich, denn der Fälscher folgte Buttman in 81 von 85 Stellen, wo diese Ausgabe vom Text des Codex Vatikanus abweicht. Außerdem hat der Schreiber von 2427 an drei Stellen unabsichtlich eine Zeile ausgelassen (6,2; 8,12; 14,14) und es stellt sich heraus, dass der ausgelassene Text in jedem Vers genau der Zeileneinteilung von Buttmanns Ausgabe entspricht.
Weitere mikroskopische, chemische und kodikologische Untersuchungen zeigten 2009, dass der Kodex frühestens im Jahr 1874 geschrieben wurde.
Was den Text zu einer Fälschung machte, war die Tatsache, dass er sorgfältig im Stil eines mittelalterlichen Kodex hergestellt wurde, während er tatsächlich eine sehr junge Schöpfung war, nicht älter als das späte 19. Jahrhundert. Die Gelehrten machte stutzig, dass der Text die engste bekannte Verwandtschaft zu Codex Vaticanus hatte, jedoch aus einer viel späteren Zeit stammte. (Tatsächlich war der Text praktisch identisch.) Weiterhin sind griechische Handschriften eines einzelnen Evangeliums äußerst ungewöhnlich, was weiter den Verdacht nährt, dass es als Souvenir hergestellt wurde.